# Sweedie Collects for Charity
Sweedie Collects for Charity è un cortometraggio muto del 1914. Il nome del regista non viene riportato. Fa parte di una serie di comiche che ha come protagonista il personaggio di Sweedie, interpretato da Wallace Beery travestito da donna.

## Produzione
Il film fu prodotto dalla Essanay Film Manufacturing Company, diciottesimo titolo della serie dedicata a Sweedie.

## Distribuzione
Distribuito dalla General Film Company, il film - un cortometraggio di una bobina - uscì nelle sale cinematografiche USA il 28 dicembre 1914.
Non si conoscono copie ancora esistenti della pellicola che viene considerata presumibilmente perduta.